# الدوري الإسباني الدرجة الثانية ب 2007–08
الدوري الإسباني الدرجة الثانية بي 2007–08 (بالإسبانية: Segunda División B de España 2007-08)‏ هو موسم من الدوري الإسباني الدرجة الثانية بي. فاز فيه رايو فايكانو.